# Louis-Philippe-Auguste Rioult de Neuville
Louis-Philippe-Auguste Rioult de Neuville (3 décembre 1770 à Courtonne-la-Meurdrac - 28 mars 1848 à Paris), est un militaire et homme politique français.

## Biographie
Issu d'une famille de la noblesse normande, Louis-Philippe-Auguste Rioult de Neuville est le fils de Jacques Adrien Rioult de Neuville  (1668-1724), seigneur d'Ouilly, Neuville, Courtonne et Cirfontaine, officier au régiment de la marine, et de Marie-Charlotte de Mailloc. 
Page du roi en la Petite Écurie en 1784, il suit la carrière des armes et est capitaine de cavalerie au moment de la Révolution, période durant laquelle il émigre.

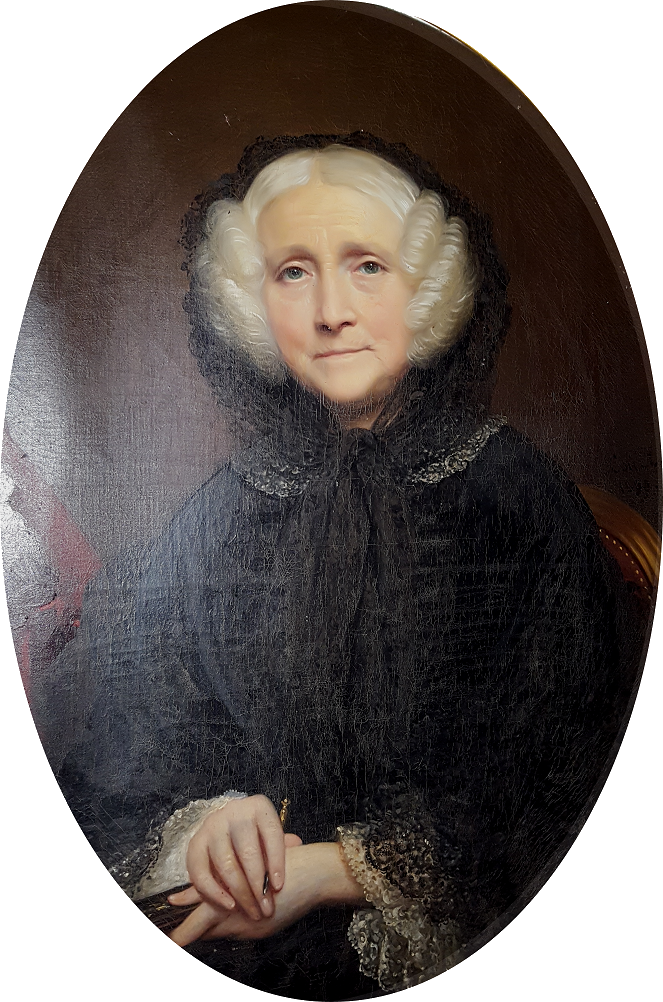
Portrait de son épouse, Marie-Cécile Rondel d'Heudreville.

Le 30 octobre 1797, à Rouen, il épouse Marie-Cécile Rondel d'Heudreville, fille de Romain Guillaume Rondel, seigneur d'Heudreville, Cauverville et Parfontaine, conseiller à la Chambre des comptes de Normandie, et de Charlotte Aupoix de Mervilly (remariée à Louis Jean André de Folleville). Les témoins sont Guillaume Louis Rondel des Parfontaines (capitaine au régiment de Béarn et chevalier de Saint-Louis), Michel Noël Maillard (officier des bourgeois de Rouen), Guillaume d'Houppeville (officier) et Pierre Jacques Marc (père d'Amédée Marc), tous parents de la mariées. La sœur de son épouse épousera son cousin Adrien Rioult de Bois-Rioult.
Il est le père d'Alfred Rioult de Neuville, député et gendre de Joseph de Villèle, et de Louis Eugène Rioult de Neuville, capitaine-commandant aux hussards de la Garde royale.
Membre du collège électoral et conseiller général du Calvados, il devient chef de cohorte de la garde nationale et président du collège électoral de l'arrondissement de Lisieux. Il est nommé par le Sénat conservateur député du Calvados au Corps législatif le 4 mai 1811. Il adhéra à la déchéance de l'empereur en 1814 et devint, le 4 juin 1814, membre de la Chambre des députés des départements, puis, l'année suivante, maire de Livarot. Il échoua, aux élections du 22 août 1815 à la Chambre introuvable, face à son beau-père Louis Jean André de Folleville. 
Chevalier de Saint-Louis et de la Légion d'honneur, décoré du Lys, il fait son retour à la Chambre comme député du Calvados (Lisieux) le 27 janvier 1826.
Il siégea dans la majorité, fut nommé pair de France le 5 novembre 1827, et quitta la Chambre haute à la chute de Charles X, en vertu de l'article 68 de la Charte de 1830. Il a été fait marquis de Neuville.

## Sources
- « Louis-Philippe-Auguste Rioult de Neuville », dans Adolphe Robert et Gaston Cougny, Dictionnaire des parlementaires français, Edgar Bourloton, 1889-1891 [détail de l’édition]
- Louis de Rioult de Neuville, Généalogie de la famille de Rioult, Besançon , 1911